# Callisto (mythologie)

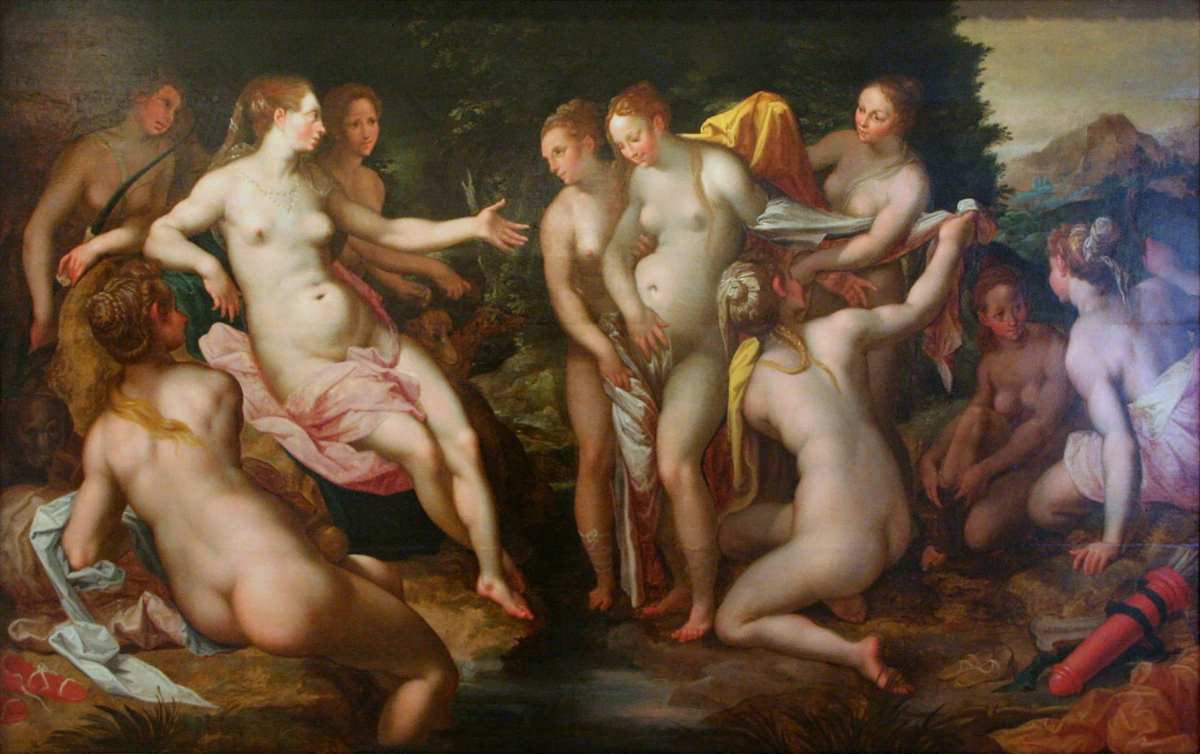
Diana ontdekt de zwangerschap van Callisto, Hendrick Goltzius, 1599, Bonnefantenmuseum, Maastricht

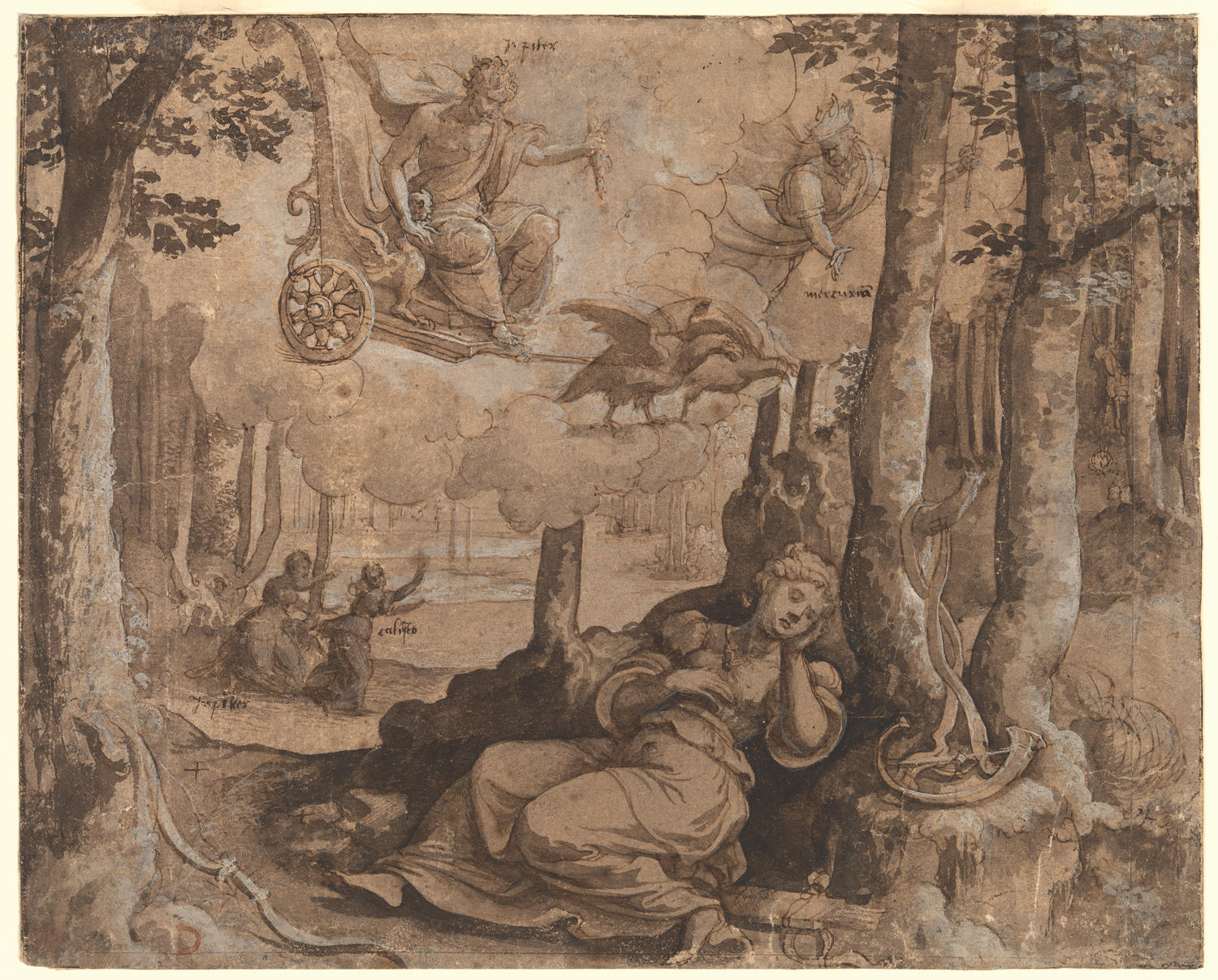
Anonieme Meester (omgeving van Pieter Coecke van Aelst en Bernard van Orley), Jupiter en Callisto (16e eeuw) - KMSKB (bruikleen KBS)

Callisto of Kallisto (Oudgrieks: Καλλιστώ, Kallistố) is in de Griekse mythologie de dochter van koning Lycaon van Arcadië, uit Nonacris. Haar naam is afgeleid van καλλίστη, kallístê ("allermooiste"), de overtreffende trap van καλός, kalós ("mooi").  De mythe van Callisto is met name bekend uit de Metamorfosen van Ovidius. Diens versie is, samengevat, als volgt: Callisto was een van de nimfen van Artemis, wier metgezellin ze was. Toen ze eens van de jacht uitrustte in een bos, verloor ze haar maagdelijkheid aan Zeus die zich vermomde als Artemis en haar verkrachtte. Hierdoor raakte ze zwanger en ze werd door Artemis weggestuurd. Hera kwam achter het zoveelste bedrog van Zeus; nadat haar kind was geboren, toverde ze als wraak Callisto om in een berin. Toen jaren later haar (inmiddels volwassen) zoon Arcas de beer wilde doden, kreeg Zeus medelijden met Callisto, tilde hij hen allebei op en kregen zij en Arcas een plaats tussen de sterren als respectievelijk de Grote en Kleine Beer. Hera weet dan nog wel gedaan te krijgen dat Callisto in haar nieuwe gedaante nooit meer zich kan 'baden', omdat zij nooit ondergaat in zee.